# Molière (artiste chanteur)
Pour les articles homonymes, voir Molière (homonymie).
Molière (parfois appelé le prophète du zouglou), de son nom à l'état civil Maxime Ogou, est un artiste ivoirien né le 18 août 1982 à Abidjan en Côte d'Ivoire. Il est artiste zouglou. 

## Biographie
Né le 18 août 1982 à Abidjan, Maxime Ogou alias Molière fait ses premiers pas dans la musique à travers le wôyô. Il est marié à Marguerite Tagro,, dit Maguy depuis le vendredi 24 Août 2018 après 9 ans de vie commune. Il fait également partie des têtes de prou dans milieu Zouglou à travers plusieurs albums à son arc.

## Carrière musicale
Molière débute la musique à travers un groupe d’animation appelée «Tout Terrain Gazeur». Cependant, pour faute de succès, l’artiste décide alors de faire cavalier seul et le triomphe de sa carrière musicale commence à cet instant.
Il sort son premier album solo en 2001 intitulé: «Où se situer» sorti chez EMI JAT MUSIC. Cet album de  huit (08) titres avec des textes forts, qui parlent en grande partie de toutes les facettes de l’amour est un véritable œuvre à succès. Il est vendu à des milliers d’exemplaires et est classé deuxième meilleure vente de la maison EMI JAT après l’album “Cours d’histoire” de la méga star Tiken jah Facoly. À la suite de ce succès l’artiste zouglou  ne restera pas longtemps en veille. C’est ainsi qu’en 2002 pendant la crise politico-militaire il sort un single intitulé: «Préservons notre pays», qui fait office d’appel à l’union sacré, la solidarité et à la réconciliation des ivoiriens.
Après son retrait de la scène musicale pendant deux ans, Molière fait son retour avec un deuxième album intitulé «Regard Profond» où l’artiste invite à une introspection de la vie et demande de faire un mea culpa, afin de découvrir ses erreurs et lacunes pour mieux orienter sa vie et être toujours parmi les meilleurs. Il y évoque également les tares, les injustices et les vicissitudes de la société.
En août 2010, l’artiste sort un troisième album un peu plus diffèrent des trois autres, baptisé «3e jour», une œuvre de 15 titres, riche en sonorités.
En 2017  il revient sur les problèmes qui minent la société et le milieu de la musique. C’est dans cette optique qu’il sort un quatrième album nommé «Chargeur universel», un album de 14 titres. 
Le 7 juillet 2023 il sort son cinquième album ''Jamais seul" . 

## Distinctions
- 2003 : Trophée de bronze par le Ministère de la réconciliation nationale de Côte D’Ivoire[1].

- 2006 : Nommé aux Awards de RTI MUSIC TV[6].